# Adam Hollanek
Adam Hollanek, né le 4 octobre 1922 à Lviv – alors située en Pologne et dénommée Lwów – et mort le 28 juillet 1998  à Zakopane en Pologne, est un écrivain de science-fiction, un journaliste polonais et fondateur du magazine Fantastyka, le premier du Bloc de l'Est spécialisé en science-fiction, établi en 1982.

## Récompenses
- Prix de l'Académie des sciences (1978)
- Prix européen de science-fiction (1986)
- Special World SF Prof. Organisation President's Award (1987)

## Œuvres

### Romans
- Katastrofa na "Słońcu Antarktydy" (1958)
- Zbrodnia wielkiego człowieka (1960)
- Muzyka dla was, chłopcy (1975)
- Jeszcze trochę pożyć (1980)
- Olśnienie (1982)
- Kochać bez skóry (1983)
- Ja z Łyczakowa
- Księżna z Florencji (1988)
- Pacałycha - (1996)
- Mudrahela: Tragiczna opowiesc lwowska (1997)

### Nouvelles
- Plaża w Europie (1967)
- Ukochany z Księżyca (1979; nouvelles Ukochany z Księżyca, Jak koń trojański, Punkt, Aparat też chce żyć, Oni już tu są, Łazarzu wstań)
- Bandyci i policjanci (1982)
- Skasować drugie ja (1989; nouvelles Każdy może być Faustem, Skasować drugie ja, Jak koń trojański, Nie można go spalić, Muzyka dla was, chłopcy)

### Livres de la science
- Węgiel nasze czarne złoto (1954)
- Niewidzialne armie kapitulują (1954)
- Sprzedam śmierć (1961)
- Skóra jaszczurcza (1965)
- Lewooki cyklop (1966)
- Nieśmiertelność na zamówienie (1973)
- Sposób na niewiadome (1978)

### Essais
- Geniusz na miarę epoki ("Fantastyka" 3/86)
- A jednak romantyzm ("Fantastyka" 2/88)

### Poésie
- Pokuty (1987)
- Ja – koń, ja Żyd (1995)
- Landszafty (1996)